# Včelka Mája ve filmu
Včelka Mája ve filmu je animovaný komediální dobrodružný film z roku 2014 režírovaný Alexsem Stadermannem, volně navazujícím na televizní seriál z roku 2012.
Film měl premiéru 4. září 2014 a jeho celosvětové tržby činily $ 29.6 milionů. V letech 2018 a 2021 vznikla ještě pokračování.

## Příběh filmu
Ve včelím úlu se narodila nová generace včel a mezi nimi i malá Mája (Terezie Taberyová). Již od narození je odlišná od ostatních včel. Je zlobivá, neposlušná a hrozně zvídavá. Mezitím sestavuje královská rádkyně Gunilla (Regina Řandová) plán na sesazení dosavadní královny z trůnu a zmocnění se její pozice. Gunilla a Mája se několikrát střetnou, až naštvaná Gunilla vykáže Máju ven z úlu. Mája začne žít na louce za úle, zatímco Gunilla začne svůj plán uskutečňovat. Ukradne mateří kašičku se záměrem zabránit královně ve výživě, což by ji mělo oslabit, celému je však Mája svědkyní. Mája to, co viděla, začne povídat ostatním včelám, jenže ji nikdo nevěří. Později však začne učitelka včelí školy, teta Kasandra (Petra Hanžlíková), tušit, že by na Majiných slovech mohlo být něco málo pravdy a že s Gunillou není tak úplně něco v pořádku.
Gunilla později přikročí ve svém plánu do další etapy a tou je zbavit se královny. Nejdříve roznese po úlu pomluvu, že kašičku ukradly sršně, aby odvedla podezření a později nechá oslabenou královnu zavřít do úlové cely. Když pak královnu dlouho nikdo nevidí, tak prostřednictvím svého pomocníka, správce úlu Krouly (Tomáš Juřička), oznámí lidu falešnou informaci, že královna zemřela a zmocnila jí, aby se stala následovnicí. Následně vyhlásí válku sršní kolonii.
Mája se mezitím náhodou dostává do té stejné cely, kde je zavřena zatím ještě přežívající královna. Z cely je obě vysvobodí Kasandra, luční koník Hop (Antonín Navrátil), včelí kamarád Vilík (Jindřich Žampa) a jeden sršní kamarád (Jakub Nemčok). Královna si pak uvědomí, že může bitvu zastavit, ale nutností je, aby se na místo, kde má k bitvě dojít, dostala, což je ale pro její slabost pro ní nemožné. Zatímco včelí lid letí napadnout sršně, Mája a přátelé táhnou královnu za lidem. Nakonec se jim podaří nejen zastavit bitvu, ale i uzavřít přátelství mezi včelami a sršněmi, a potrestat Gunillu.

## Obsazení
| Terezie Taberyová          | Včelka Mája             |
| Jindřich Žampa             | Trubec Vilík            |
| Antonín Navrátil           | Luční koník Hop         |
| Regina Řandová             | Gunilla                 |
| Jakub Nemčok               | sršní kamarád           |
| Hana Talpová               | včelí královna          |
| Tomáš Juřička              | správce úlu Kroula      |
| Petra Hanžlíková-Tišnovská | učitelka, teta Kasandra |